# ويكيبيديا الروسية
ويكيبيديا الروسية (بالروسية: Википедия) هي الإصدارة الروسية من ويكيبيديا الموسوعة الحرة. تشير كلمة «الروسية» إلى لغة كتابة المقالات، وليس إلى نسبتها إلى البلد أو القومية.
تشغل ويكيبيديا الروسية الموقع العاشر من حيث عدد المقالات بين الويكيبيديات. وحسب إحصاءات alexa.com عن مارس 2009، كانت ويكيبيديا الروسية في المرتبة الخامسة من حيث عدد الزيارات (بعد الإنكليزية واليابانية والألمانية والإسبانية)، ويزورها 3.5% من جميع زائري ويكيبيديا. ووصل عدد مقالاتها يوم 19 مايو 2025 إلى 2٬045٬715 مقالة و8٬291٬369 صفحة و144٬908٬531 تعديل و259٬931 ملف و3٬752٬422 مستخدم مسجل و8٬762 مستخدم نشط و62 إداري.

## التاريخ

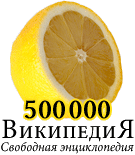
شعار الاحتفال بوصول ويكيبيديا الروسية إلى نصف مليون مقالة

أنشئت ويكيبيديا باللغة الروسية في 11 مايو 2001، وفي 30 ديسمبر 2004 وصل عدد مقالاتها إلى عشرة آلاف. في 16 أغسطس 2006 وصل عدد مقالاتها إلى 100.000 مقالة. وفي 4 سبتمبر 2007 تخططت حاجز 200.000 مقالة. في 17 يوليو 2008 في الساعة 20:40 توقيت عالمي منسق (الساعة 00:40 من 18 يوليو بتوقيت موسكو الصيفي) أصبح عدد مقالاتها 300 ألف مقالة. في 16 يونيو 2009 تجاوزت 400.000 مقالة، وفي صباح 25 فبراير 2010 تجاوزت نصف مليون مقالة.

## الحجب
في 25 أغسطس 2015، تعرضت ويكيبيديا للحجب في روسيا بعد قرار من السلطات الرقابية، إذ رأت هذه السلطات أن الموسوعة انتهكت قوانين النشر الإلكتروني بنشرها تفاصيل إنتاج أحد أنواع المخدرات.

## مواضيع المقالات
في 1 يونيو 2012 حظيت المواضيع التالية بأكبر عدد من المقالات:
- 176,411 مقالة عن السير الذاتية.
- 144,322 مقال عن المستوطنات البشرية.
- 28,187 مقال عن الأنهار
- 19,302 مقال عن الأفلام
- 16,925 مقل عن الحيوانات
- 16,517 مقالة علمية
- 16,133 مقاء العوائل
- 13,936 مقال عن لاعبي كرة القدم
- 11,247 مقال موسيقي
- 10,755 مقال عن الكتاب
- 9243 مقال عن الألبومات
- 9237 مقال عن الحاصلين على وسام لينين
- 7,307 مقال عن الشركات
- 6734 مقال عن السلع النباتية
- 6265 مقالة فلكية
- 6157 مقال عن الممثلين
- 5719 مقال عن الفنانين
- 5,580 مقال عن المجموعات الموسيقية
- 5292 مقال عن بطل الاتحاد السوفيتي

## الإحصائيات
| عدد المستخدمين المسجلين | عدد المستخدمين النشيطين | عدد المقالات | صفحات المحتوى | عدد التعديلات | عدد الملفات المرفوعة | عدد الإداريين |
| ----------------------- | ----------------------- | ------------ | ------------- | ------------- | -------------------- | ------------- |
| 3٬752٬422               | 8٬762                   | 2٬045٬715    | 8٬291٬369     | 144٬908٬531   | 259٬931              | 62            |

### التقدم
- أنشءت الصفحة الرئيسية في 7 نوفمبر 2002.
- في 30 ديسمبر 2004، أنشئت المقالة رقم 10,000.
- في 23 ديسمبر 2005، أنشئت المقالة رقم 50,000.
- في 16 أغسطس 2006، أنشئت المقالة رقم 100,000.
- في 29 نوفمبر 2006، حصلت ويكيبيديا الروسية على جائزة جائزة رونت الوطنية في القسم التعليمي.
- في 10 مارس 2007، أنشئت المقالة رقم 150.000.
- في 4 سبتمبر 2007، أنشئت المقالة رقم 200000.
- في 27 نوفمبر 2007، حصلت ويكيبيديا الروسية على جائزة جائزة رونت الوطنية في القسم التعليمي.
- في 17 مارس 2008، أنشئت المقالة رقم 250,000.
- في 18 يوليو 2008، أنشئت المقالة رقم 300,000.
- في 22 يناير 2009، أنشئت المقالة رقم 350,000.
- في 16 يونيو 2009، أنشئت المقالة رقم 400,000.
- في 25 نوفمبر 2009، حصلت ويكيبيديا الروسية على جائزة جائزة رونت الوطنية في قسم العلوم والتعليم.
- في 25 فبراير 2010، أنشئت المقالة رقم 500,000.
- في 8 أكتوبر 2010، أنشئت المقالة رقم 600,000.
- في 12 أبريل 2011، أنشئت المقالة رقم 700,000.
- في 10 ديسمبر 2011، أنشئت المقالة رقم 800,000.
- في 8 سبتمبر 2012، أنشئت المقالة رقم 900,000.
- في 11 مايو 2013، أنشئت المقالة رقم المليون.
- في 27 مارس 2014، أنشئت المقالة رقم 1,100,000.
- في 19 مارس 2015، أنشئت المقالة رقم 1,200,000.
- في 29 مارس 2016، أنشئت المقالة رقم 1,300,000.
- في 14 يونيو 2017، أنشئت المقالة رقم 1,4000,00.
- في 1 أكتوبر 2018، أنشئت المقالة رقم 1,500,000.
- في 26 فبراير 2020، أنشئت المقالة رقم 1,600,000.
- في 17 فبراير 2021، أنشئت المقالة رقم 1,700,000.

## معرض

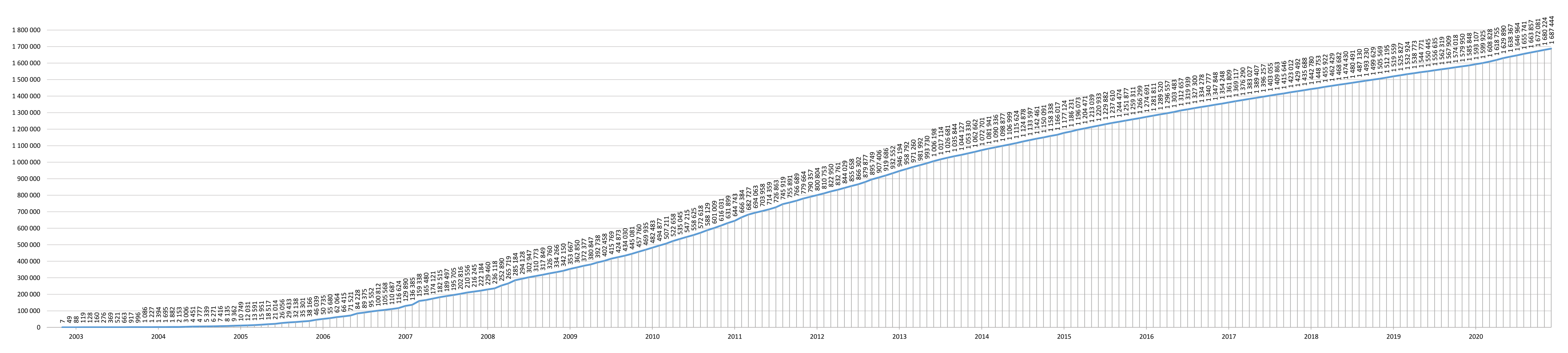
عدد مقالات ويكيبيديا الروسية بين 2005-2020.
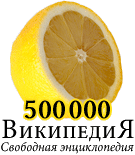
شعار الاحتفال بإنشاء 500.000 مقالة وضعت النصف ليمونة في الشعار لأن "نصف ليمونة" تعني "نصف مليون" في المصطلحات الروسية.
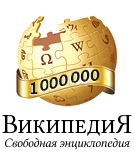
شعار ويكيبيديا الروسية في 11 مايو 2013
شعار ويكيبيديا الروسية في 1 أكتوبر 2018
تظهر البلدان التي تعد فيها ويكيبيديا الروسية هي النسخة اللغوية الأكثر شيوعًا من ويكيبيديا باللون الأزرق الفاتح.
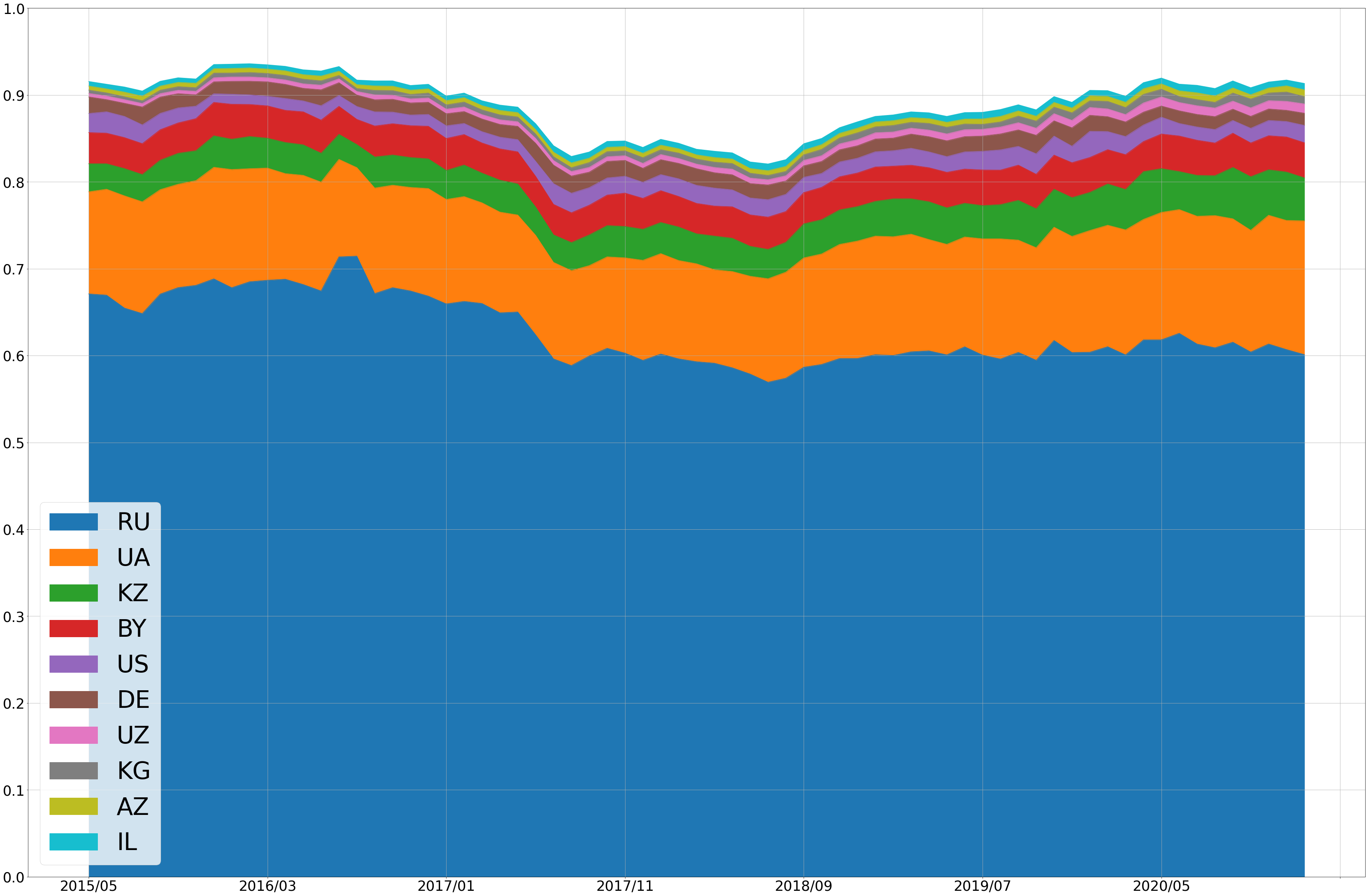
بلد المشاهدة.